# Hybanthus concolor
Hybanthus concolor (T.F.Forst.) Spreng. – gatunek roślin z rodziny fiołkowatych (Violaceae). Występuje naturalnie w Kanadzie (w prowincji Ontario) oraz środkowych i wschodnich Stanach Zjednoczonych (w Alabamie, Arkansas, Delaware, na Florydzie, w Georgii, Illinois, Indianie, Iowa, Kansas, Kentucky, Marylandzie, Michigan, Minnesocie, Missouri, Missisipi, New Jersey, stanie Nowy Jork, Północnej Karolinie, Ohio, Oklahomie, Pensylwanii, Południowej Karolinie, Tennessee, Vermoncie, Wirginii, Wirginii Zachodniej i Wisconsin). 

## Morfologia
PokrójZimozielony półkrzew dorastający do 0,3–0,8 m wysokości.
LiścieBlaszka liściowa ma kształt od eliptycznego do lancetowatego. Mierzy 6,5–17 cm długości oraz 1,5–6 cm szerokości, jest piłkowana na brzegu, ma zbiegającą po ogonku nasadę i spiczasty wierzchołek. Przylistki są od równowąskich do lancetowatych lub eliptycznych i osiągają 4–25 mm długości. Ogonek liściowy jest nagi i ma 6–20 mm długości.
KwiatyZebrane w skąpo ukwieconych gronach wyrastających z kątów pędów. Mają działki kielicha o kształcie od równowąskiego do lancetowatego. Płatki są podługowate, mają barwę od białej do zielonkawej oraz 3–5 mm długości, przednie są od podługowatych do lancetowatych i mierzą 4–6 mm długości.
OwoceTorebki mierzące 15-20 mm długości, o kształcie od podługowatego do elipsoidalnego.

## Biologia i ekologia
Rośnie w lasach oraz na skarpach i brzegach cieków wodnych. 